# Wielka opozycja
Wielka opozycja – sytuacja (określana także wielkim zbliżeniem), gdy  znajdująca się w opozycji planeta górna jest szczególnie blisko Ziemi, czyli w pobliżu peryhelium swojej orbity.
| Planeta | Data UT                   | Odległość geocentryczna od Ziemi AU | km            |
| ------- | ------------------------- | ----------------------------------- | ------------- |
| Mars    | 27 lipca 2018(dts)        | 0,3861556 AU                        | 57,768 mln km |
| Mars    | 15 września 2035(dts)     | 0,3816969 AU                        | 57,101 mln km |
| Mars    | 14 sierpnia 2050(dts)     | 0,3741552 AU                        | 55,973 mln km |
| Jowisz  | 26 września 2022(dts)     | 3,9526 AU                           | 591,30 mln km |
| Jowisz  | 2 października 2034(dts)  | 3,9531 AU                           | 591,37 mln km |
| Jowisz  | 7 października 2046(dts)  | 3,9543 AU                           | 591,55 mln km |
| Saturn  | 11 grudnia 2031(dts)      | 8,0431 AU                           |               |
| Saturn  | 24 grudnia 2032(dts)      | 8,0316 AU                           |               |
| Saturn  | 8 stycznia 2034(dts)      | 8,0481 AU                           |               |
| Saturn  | 1 grudnia 2061(dts)       | 8,0500 AU                           |               |
| Saturn  | 2 stycznia 2063(dts)      | 8,0520 AU                           |               |
| Uran    | 4 marca 2049(dts)         | 17,2968 AU                          |               |
| Uran    | 9 marca 2050(dts)         | 17,2910 AU                          |               |
| Uran    | 14 marca 2051(dts)        | 17,2900 AU                          |               |
| Uran    | 18 marca 2052(dts)        | 17,2939 AU                          |               |
| Neptun  | 29 października 2041(dts) | 28,81435 AU                         |               |
| Neptun  | 1 listopada 2042(dts)     | 28.81441 AU                         |               |

Ze względu na niedużą odległość od Ziemi najbardziej widowiskowe są wielkie opozycje Marsa i Jowisza. Szczególnie widowiskowa była opozycja Marsa w 2003 roku, zbliżył się on wówczas do Ziemi na 55,758 mln km. Następna taka opozycja odbędzie się w roku 2287.